# آخر صيف للعقل
آخر صيف للعقل (بالفرنسية: Le Dernier Été de la raison)‏ هي رواية للكاتب الجزائري الطاهر جاووت. وقد كتب ونشرت باللغة الفرنسية. ترجمها مارجولين دي جاجار الإنجليزية ونشرتها مطبعة روميناتور في عام 2001، مع مقدمة كتبها وولي سوينكا، ونُشرت الرواية بعد وفاته.
يقدم الكاتب الرواية للقراء عالمًا مرعبًا من الأصولية الدينية يمكن مقارنته برواية أورويل 1984، لكنه يستبدل دكتاتورية دينية بأخرى سياسية بحتة.